# Делян (Кюстендилская область)
Делян (болг. Делян) — село в Болгарии. Находится в Кюстендилской области, входит в общину Дупница. Население составляет 75 человек.

## Политическая ситуация
Кмет (мэр) общины Дупница — Атанас Александров Янев (независимый) по результатам выборов.